# Whiplash
Whiplash es un videojuego de plataformas de 2003 para PlayStation 2 y Xboxdonde una comadreja de cola larga llamada Spanx y un conejo llamado Redmond se encuentran encadenados el uno al otro y siguen sus aventuras mientras la pareja se esfuerza por encontrar una salida del almacén del corporación de pruebas de productos conocida como Genron, dirigida por el director ejecutivo que odia a los animales, Franklin D. Mann. El videojuego es un juego de plataformas en 3D, con Spanx controlado por el jugador durante la mayor parte del juego, y Redmond usado más en combate o como medio para atravesar el mundo.
El juego apareció en la portada de PSE2 .También hubo cierta controversia sobre la representación de la crueldad animal en el juego.

## Jugabilidad
Aunque Redmond (el conejo) y Spanx (la comadreja) son dos animales encadenados, la jugabilidad es muy parecida a la de cualquier otro juego de plataformas. El jugador controla únicamente a Spanx, utilizando a Redmond como arma o herramienta según lo requiera la situación. Spanx tiene la mayoría de las habilidades de plataformas estándar, mientras que Redmond es completamente indestructible como resultado de las pruebas cosméticas que Genron le realizó. Redmond puede ser arrojado contra guardias de seguridad, atrapado en maquinaria y utilizado como gancho de agarre, entre otros usos. Redmond también se puede insertar en "Fusion Outlets" especiales para prenderle fuego, congelarlo, electrificarlo, inflarlo con helio o empaparlo en desechos radiactivos.
Derrotar a los enemigos humanos que se encuentran en los niveles permite saquear "Hypersnacks" especiales que el equipo puede comer para aumentar los niveles de ambos animales, lo que aumenta la salud de Spanx o la ira de Redmond. El jugador también es recompensado por liberar a los otros animales atrapados y enjaulados por Genron.
Muchos objetos son frágiles y se les asigna una cantidad en dólares; Si el jugador completa el juego con más de 6 millones de dólares en daños, Genron quedará en quiebra y se desbloqueará contenido especial.

## Desarrollo
Spanx la Comadreja apareció por primera vez en el juego Mad Dash Racing en 2001. La música de Whiplash fue compuesta por Kurt Harland de Information Society.La música presenta un esquema de interactividad único: responde a la entrada del jugador en el controlador; cuanto más entrada se recibe a través de los botones del controlador, más responde la música. La música también se expande en respuesta a golpes exitosos de objetos frágiles y enemigos.

## Recepción
Antes de que el juego fuera lanzado en el Reino Unido, la Real Sociedad para la Prevención de la Crueldad hacia los Animales (RSPCA), la Sociedad de Defensa de la Investigación, el presidente de la Cámara de los Comunes británica y la Federación de Policía de Inglaterra y Gales estaban profundamente conmocionados por el nivel de crueldad caricaturesca en las pruebas de productos animales, a pesar de que toda la premisa del juego era estar en contra de esto. Pensaron que condonaba la violencia y hacía una broma sobre el sufrimiento animal, pero Eidos afirmó que aumentaría la conciencia positiva entre los niños sobre este tema. 
| Agregador  | Calificación | Calificación |
| Agregador  | PS2          | Xbox         |
| ---------- | ------------ | ------------ |
| Metacritic | 66/100       | 68/100       |

| Publicación                        | Puntuación | Puntuación |
| Publicación                        | PS2        | Xbox       |
| ---------------------------------- | ---------- | ---------- |
| Edge                               | 5/10       | N/A        |
| Electronic Gaming Monthly          | 7/10       | 7/10       |
| Eurogamer                          | 5/10       | N/A        |
| Game Informer                      | 4/10       | 4/10       |
| GamePro                            | N/A        |            |
| GameRevolution                     | C−         | C−         |
| GameSpot                           | 6.4/10     | 6.6/10     |
| GameSpy                            |            |            |
| GameZone                           | 7/10       | 7.2/10     |
| IGN                                | 7/10       | 7/10       |
| Official U.S. PlayStation Magazine |            | N/A        |
| Official Xbox Magazine (US)        | N/A        | 6.8/10     |
| The Times                          |            | N/A        |